# Molophilus calceatus
Molophilus calceatus är en tvåvingeart som beskrevs av Alexander 1929. Molophilus calceatus ingår i släktet Molophilus och familjen småharkrankar. Inga underarter finns listade i Catalogue of Life.